# Casentino
Le Casentino est la haute vallée  de l'Arno. 
C'est une des quatre vallées qui subdivisent la province d'Arezzo en Italie, avec le Valdarno supérieur, le val di Chiana arétin et la Valtiberina.

## Géographie
Le mont Falterona (1 654 m), où naît l'Arno, constitue la limite septentrionale de la vallée, aux frontières de la Romagne. 
L'Alpe de Serre et l'Alpe di Catenaia séparent, à l'est, le Casentino du haut Val Tiberina. À l'ouest, le massif  du Pratomagno le sépare du Valdarno supérieur.
Le Casentino a une forme approximativement ovale dont l'axe majeur mesure  environ 60 km et le plus petit environ 30 km. 
Il s'agit d'un paysage varié entre grandes forêts des zones de montagne et  zones plus douces et collinaires à  vallées profondes. 
Du point de vue administratif, la vallée est répartie en 13 communes faisant une partie de la Communauté de montagnes du Casentino : Bibbiena, Capolona, Castel Focognano, Castel San Niccolò, Chitignano, Chiusi della Verna, Montemignaio, Ortignano Raggiolo, Poppi, Pratovecchio, Stia, Subbiano et Talla. 
Ses principaux centres sont Poppi, qui fait partie du club  Les plus beaux bourgs d'Italie, et Bibbiena, principal centre artisanal et industriel.
Il existe un parc national, le parc national des forêts du Casentino, Monte Falterona, Campigna, englobant principalement ses forêts.

## Histoire
Les caractéristiques du territoire ont inspiré François d'Assise à choisir la Verna, aujourd'hui siège d'un couvent franciscain, comme lieu de prière, et saint Romuald à fonder l'ermitage de Camaldoli, ou Dante, qui l'a célébré.